# Championnats du monde de patinage synchronisé 2023
Navigation
Championnats du monde 2022 Championnats du monde 2024
Les Championnats du monde de patinage synchronisé 2023 ont eu lieu le 31 mars et 1er Avril à Herb Brooks Arena, à Lake Placid aux  États-Unis
La ville devait initialement accueillir les championnats du monde en 2020 mais ils furent annulés en raison de la pandémie de Covid-19.

## Qualification
Les équipes sont éligibles à l'épreuve si elles représentent une nation membre de l'Union internationale de patinage (International Skating Union en anglais) et si les membres ont atteint l'âge de 15 ans avant le 1er juillet 2022. Les fédérations nationales sélectionnent leur équipe en fonction de leurs propres critères.

### Nombres d'inscriptions par pays
En fonction des résultats des championnats du monde 2022, l'Union internationale de patinage autorise chaque pays à inscrire une à deux équipes. À la suite des derniers championnats du monde, le Canada, la Finlande, l'Allemagne, la Hongrie et les États-Unis ont eu le droit d'inscrire une seconde équipe.
| Nombres d'équipes | Pays |
| ----------------- | --- |
| 2                 | - Allemagne - Canada - États-Unis - Finlande |
| 1                 | - Australie - Croatie - Espagne - France - Grande-Bretagne - Hongrie - Italie - Japon - Lettonie - Pays-Bas - Pologne - Suède - Suisse - Tchéquie - Turquie |

## Palmarès

### Podium
| Épreuve                                  | Or           | Argent             | Bronze      |
| ---------------------------------------- | ------------ | ------------------ | ----------- |
| Patinage synchronisé résultats détaillés | Les Suprêmes | Helsinki Rockettes | Team Unique |

### Cinq meilleurs pays
Ces derniers auront la possibilités d'inscrire deux équipes aux championnats du monde 2024.
| Rang | Pays       | Or | Argent | Bronze | Classement Équipes |
| ---- | ---------- | -- | ------ | ------ | ------------------ |
| 1    | Canada     | 1  | 0      | 0      | 1er, 4e            |
| 2    | Finlande   | 0  | 1      | 1      | 2e,3e              |
| 3    | États-Unis | 0  | 0      | 0      | 5e, 6e             |
| 4    | Hongrie    | 0  | 0      | 0      | 7e                 |
| 5    | Allemagne  | 0  | 0      | 0      | 8e,12e             |

## Résultats détaillés
| Rang | Nom                 | Pays        | Points | Programme court | Programme court | Programme libre | Programme libre |
| ---- | ------------------- | ----------- | ------ | --------------- | --------------- | --------------- | --------------- |
| 1    | Les Suprêmes        | Canada      | 240.98 | 1               | 79.00           | 1               | 161.98          |
| 2    | Helsinki Rockettes  | Finlande    | 239.56 | 2               | 78.61           | 3               | 160.95          |
| 3    | Team Unique         | Finlande    | 237.68 | 3               | 76.13           | 2               | 161.55          |
| 4    | Nexxice             | Canada      | 228.08 | 4               | 72.17           | 4               | 155.91          |
| 5    | Haydenettes         | États-Unis  | 218.32 | 6               | 64.77           | 5               | 153.55          |
| 6    | Miami University    | États-Unis  | 209.94 | 5               | 70.07           | 6               | 139.87          |
| 7    | Passion             | Hongrie     | 195.12 | 7               | 61.41           | 7               | 133.71          |
| 8    | Berlin 1            | Allemagne   | 188.51 | 8               | 58.99           | 9               | 129.52          |
| 9    | Inspire             | Suède       | 187.16 | 10              | 56.30           | 8               | 130.86          |
| 10   | Jingu Ice Messenger | Japon       | 179.22 | 13              | 53.02           | 10              | 126.20          |
| 11   | Hot Shiver          | Italie      | 179.21 | 9               | 58.93           | 11              | 120.28          |
| 12   | United Angels       | Allemagne   | 174.33 | 11              | 54.64           | 12              | 119.69          |
| 13   | Les Zoulous         | France      | 166.73 | 15              | 52.08           | 13              | 114.65          |
| 14   | Olympia             | Tchéquie    | 164.87 | 14              | 52.18           | 14              | 112.69          |
| 15   | Starlight Elite     | Suisse      | 161.55 | 16              | 51.95           | 15              | 109.60          |
| 16   | Ice Fire Senior     | Pologne     | 161.52 | 12              | 54.13           | 16              | 107.39          |
| 17   | Fusion              | Espagne     | 142.84 | 17              | 45.46           | 17              | 97.38           |
| 18   | Unity               | Australie   | 140.58 | 19              | 45.21           | 18              | 95.37           |
| 19   | Ice United          | Pays-Bas    | 136.51 | 18              | 45.28           | 19              | 91.23           |
| 20   | Icicles Senior      | Royaume-Uni | 128.08 | 20              | 39.90           | 20              | 88.18           |
| 21   | Zagreb Snowflakes   | Croatie     | 122.95 | 21              | 34.78           | 21              | 88.17           |
| 22   | Amber               | Lettonie    | 107.81 | 22              | 32.64           | 22              | 75.17           |
| 23   | Golden Roses        | Turquie     | 59.62  | 23              | 18.56           | 23              | 41.06           |